# 絶対国防圏
絶対国防圏（ぜったいこくぼうけん）とは、太平洋戦争において、劣勢に立たされた大日本帝国が本土防衛上及び戦争継続のために必要不可欠である領土・地点を定め、防衛を命じた地点・地域である。

## 概要
1943年（昭和18年）9月30日の閣議及び御前会議で決定された「今後採ルヘキ戦争指導ノ大綱」に「帝国戦争遂行上太平洋及印度洋方面ニ於テ絶対確保スヘキ要域ヲ千島、小笠原、内南洋（中西部）及西部「ニューギニア」「スンダ」「ビルマ」ヲ含ム圏域トス」と定められたものがこれで、東部（マーシャル群島）を除く内南洋すなわちマリアナ諸島、カロリン諸島、ゲールビング湾（現在のチェンデラワシ湾）以西のニューギニア以西を範囲とする。
第二次世界大戦時の日本において、太平洋を主戦場とする海軍と中国大陸と東南アジアを主戦場とする陸軍でその担任地域は分かれていたが、絶対国防圏と設定した地域は陸軍が設定したものに近いものであった。しかし設定したは良いが、それを実現および領域を維持するための攻撃力も防御も補給線も戦略思想も、シーレーン防衛能力からして、すでに広範囲な地域を戦場とすることは事実上不可能となっていた。
しかも絶対国防圏設定後も、海軍はソロモン諸島の戦いにおいてその外側に位置する地点の確保にこだわったため、国防圏内で防衛体制の構築が後回しになる拠点があった。アメリカ軍に掌握されるとB-29爆撃機による通常の日本本土に対する空爆が可能となる重要拠点であるサイパン島についても、今度は陸軍側が中国大陸における作戦（大陸打通作戦）に拘ったため想定したほど防衛力増強が進まず、防衛体制が整う前にアメリカ軍の侵攻を受けることになる。
日本守備隊の倍の兵力をもってサイパン島をはじめとしたマリアナ諸島を侵攻するアメリカ軍に対し、装備や食料も不十分だった日本兵は最後まで死闘を繰り広げて徹底抗戦を行ったが、既に制空権、制海権を失っており、マリアナ沖海戦とサイパンの戦いをはじめとするマリアナ・パラオ諸島の戦いで大敗を喫してマリアナ諸島を失ったことによって、攻勢のための布石は無意味となり、日本は防戦一方となった。絶対国防圏が破られたことによって、敗戦はほぼ時間の問題となり、1944年7月18日、東條英機はその責任を取り内閣総理大臣を辞職。同時に、東条英機は内閣総理大臣就任以前から務めていた陸軍大臣も続けて辞職した。以後、サイパン島に隣接するテニアン島を主な出撃地とするB-29による本土空襲が開始される。

## 評価
この構想は、1943年の発表の時点で第四航空軍司令官の寺本熊市が「大本営作戦課はこの九月、絶対国防圏と言う一つの線を、千島－マリアナ諸島－ニューギニア西部に引いて絶対にこれを守ると言いだした。一体これは線なのか点なのか？（中略）要するに制空権がなければ、みんな点（孤島）になってしまって、線ではない。（中略）大きな島でも、増援、補給が途絶えたら、その島に兵隊がいるというだけで、太平洋の広い面積からすると点にさせられてしまう」と発言しており、当時軍令部戦争指導班長だった大井篤も戦後「誰の目にも明らかなように、作戦の鍵は航空戦力であると見られていた。いまラバウル、ソロモンの前線でさんざん敵に圧迫されて苦戦している重大原因も、こちらの航空戦力が足りないからであった。そしてマリアナ、カロリンの線に後退してみたところで、航空戦力が不足ではそこでも敵を食いとめる見込みがない。この新しい防御戦を「絶対国防圏」と名前だけえらそうにつけてみたところで、絵にかいた虎の役にもたたないだろう。」と回想した。